# Muerte de Evi Rauter
Evi Anna Rauter (Cermes, Italia, 2 de junio de 1971, Portbou, España, 4 de septiembre de 1990), también conocida como la chica de Portbou, fue una estudiante italiana que el 4 de septiembre de 1990 y con sólo 19 años de edad apareció misteriosamente ahorcada en un pino de Port-Bou (Gerona, España). Veintitrés horas antes había estado reunida con su hermana mayor en Florencia (Italia) sin mostrar ningún comportamiento anormal. Las autoridades competentes lo catalogaron como un suicidio en 1990, sin embargo en 2023 resolvieron a favor del asesinato. Alimentan la tesis del crimen al constatar su familia que ella no estaba depresiva ni con problemas significativos más el testigo de una vecina más las extrañas circunstancias en que fue hallado el cuerpo.
La difunta fue inhumada en un nicho NN (No Name -sin nombre-) en el cementerio de Figueras (Gerona, España), pues en ese momento nadie la reclamó y sus restos permanecieron en el anonimato durante más de tres décadas. En abril de 2022 finalmente fue posible su identificación  gracias a una colaboración entre periodistas de distintos países.

## Desaparición
Evi era vecina de Lana, en el Tirol de Sur; había acabado los estudios y estaba pasando sus últimos días de vacaciones. Decidió visitar a su única hermana, Cristina, que era 4 años mayor que ella y estudiaba en Florencia. Estuvieron juntas tres días, hasta las nueve de la mañana del lunes 3 de septiembre de 1990. Cristina se iba a la universidad y se despidió de su hermana pequeña preguntándole qué haría mientras ella estaba fuera. Le dijo que quizá visitara Siena. A la una de la tarde, cuando llegó, encontró un post-it de Evi en donde efectivamente le ponía: "Me ha apetecido ir a Siena, así que volveré tarde". Siena está a una hora de Florencia. Evi no se llevó equipaje de ningún tipo; tan sólo el documento de identidad, 60 000 liras (que eran en torno a 30 euros), el bono de estudiante del tren y unas gafas de sol.
Pero no regresó y, a partir de ese momento, Evi desapareció. Denunciaron su desaparición el 6 de septiembre y desde entonces la familia se enzarzó en su búsqueda pegando carteles por toda Italia y publicando anuncios en la prensa escrita. También hicieron un llamamiento desde el programa de la televisión italiana Chi l'ha visto?, si bien jamás pudieron obtener ningún resultado ni pista válida.

## Descubrimiento

### Hallazgo del cuerpo
Sobre las 7:30 de la mañana del martes 4 de septiembre de 1990 (apenas 23 horas después), y a 970 kilómetros de distancia, una vecina de Port-Bou (Gerona, España) descubrió el cuerpo sin vida de una joven colgando de un pino, y alertó a la Guardia Civil.
Una chica de unos 20 años colgaba ahorcada con el nudo al revés, ya que tenía la cabeza hacia atrás y la soga le subía desde la barbilla alcanzando la primera rama, mientras que el pelo le caía sobre los hombros y perfectamente pasado fuera del lazo. La distancia desde el suelo hasta la punta donde estaba atada la cuerda era de 2,65 m, y estaba posicionada de cara al árbol. La cuerda utilizada era fina, con poco uso y extremadamente corta. Sus pies estaban a 40 centímetros de distancia del suelo y no se encontró ningún objeto cerca que ella hubiera podido utilizar para auparse a la soga. Los zapatos estaban bien colocados a cierta distancia de ella, y los pies limpios, aparentemente sin haber tocado el suelo si bien era un terreno repleto de cactus (chumberas más exactamente).
No se encontró nada en su ropa, ni identificación de ningún tipo.
Pese a que el cuerpo no se descolgó del árbol hasta al cabo de aproximadamente unas tres horas, y tras las primeras investigaciones de la policía, alguien le lanzó una manta rosa por encima para cubrir su rostro. Este detalle, junto con su expresión, le valió el sobrenombre popular de "la novia de Portbou".

### Lugar de los hechos
El periodista de Port-Bou Ramón Iglesias (cuyo hermano Àlex tomó las primeras fotografías juntamente con Carles Cereijo), constató: “fue algo insólito por el lugar donde estaba colgada, a la vista de todo el pueblo”.
Ubicación del pino: Observando el horizonte del mar, el pino elegido destaca en un punto elevado en la montaña derecha que se adentra en el agua, en una colina de pinos y a pocos metros del cementerio. Por lo tanto, aquella escena se podía ver desde toda la bahía de Port-Bou, incluyendo a quienes paseaban por el paseo marítimo, bañistas, así como por los lugareños con vislumbre a primera línea de mar. Mucho más de cerca la podían ver los residentes de la calle Pujada del Mirador, una calle trasera a la cual el pino le queda en frente.
Aquella chica que penduleaba en el pino era más bien alta (1,70 m), de complexión robusta y con un pelo muy encrespado (lo cual otorgaba gran volumen a su media melena castaña). Dentro de aquel fondo selvático ella vestía en tonos claros.

### Investigación policial
Los policías inspeccionaron su ropa para ver si la habían arrastrado hasta allí, pero no encontraron manchas de nada. No tenía ni pequeños cortes en la piel. Los forros de los bolsillos estaban bien colocados hacia dentro. Un vecino descubrió a un grupo de 6 austríacos acampados muy cerca (ver abajo Grupo austríaco); la Guardia Civil les despertó, les inspeccionó y les interrogó en la caserna de la Guardia Civil. Ellos afirmaron que llegaron sobre las 3 de la madrugada, conversaron durante una media hora, y después se pusieron a dormir. Declararon no haber visto ni escuchado nada, por lo que seguidamente fueron dejados en libertad.
El forense Rogelio Lacaci no le encontró ninguna marca de haberse sujetado con brazos o piernas para trepar el árbol. Tampoco encontró señales de lucha ni signos de violencia. No tenía pinchos clavados en las plantas de los pies, pese a ser un terreno cactáceo. Pensó que ella podía ser del norte de Europa. Como no se pudo identificar el cadáver y se consideró un suicidio no se le practicó autopsia, ni tampoco se le hizo análisis toxicológico. Sin embargo los forenses le tomaron las huellas dactilares, le hicieron la ficha dental, estudiaron sus manos y descartaron que hubiera sido violada.
Aquel suceso generó una amplia documentación gráfica. Las fotos y huellas se enviaron a la Interpol y fueron cruzadas con bases de datos de policías de toda Europa. Lacaci junto con la Guardia Civil declaró entonces que era un suicidio.
Tras cinco meses en la morgue y sin ser reclamada por nadie, fue enterrada en el nicho 134, planta quinta, del departamento primero del cementerio de Figueras.
Transcurrieron casi 32 años sin que fuera posible identificarla.

## Identificación
Tura Soler, periodista del diario El Punt Avui, siguió el caso de la chica de Portbou desde que aconteció. Regularmente recordaba aquel misterioso suceso de la chica sin nombre en sus publicaciones, como fue el caso del 25 aniversario del hallazgo de la chica de Portbou (NN).

### Desarrollo
En una entrevista a TV3, Tura Soler afirmó que siempre le había obsesionado este caso. En 2020 se puso en contacto con Carles Porta , director del true crime de la televisión catalana Crims, y le propuso tratar el caso de la chica de Portbou para avivar la búsqueda de su identidad. Porta le dio muchas vueltas, y finalmente aceptó. Investigaron sobre el caso durante 2 años, y emitieron el primer capítulo de La noia de Portbou (part 1): No Name en la televisión catalana, con la participación de diversos testigos de la época. Más tarde, los guionistas del programa contactarían con la cadena de televisión austríaca ATV para pedirle que dedicara un capítulo de su programa Ungelöst ("No resuelto") a la chica de Portbou, pues había diversos indicios que apuntaban a que la chica ahorcada en Port-Bou 32 años atrás podía proceder de ese país. La cadena austríaca aceptó y emitió su capítulo Das erhängte Mädchen ("La chica colgada") el 23 de abril de 2022.
Al día siguiente, el editor de Ungelöst Ben Morak recibió un mensaje de correo electrónico de una ciudadana de Bolzano (Italia) que había visto el programa. En él, la mujer apuntaba a que la chica ahorcada en España podría tratarse de Evi Rauter, pues ella recordaba que era una vecina de Lana (Tirol del Sur) a la que su familia llevaba muchos años buscando. Morak buscó entonces en internet imágenes de la tal Evi Rauter.

        “Sin demasiadas esperanzas" 
                   (afirmó el editor)    
"Ya que el 99% de correos de este tipo que 
recibe el programa son informaciones falsas”

### Desenlace
Al compararlas, supo que casi con total certeza la acababan de identificar. Envió entonces el siguiente mensaje al equipo de Porta:
        “¡Hemos encontrado a la chica!”
El propio Ben Morak descubrió que Evi Rauter tenía una hermana llamada Cristina. Buscó su teléfono y la llamó para darle un primer avance. A continuación, se pondría en contacto con ella la guionista de Crims Marta Freixanet, para darle más detalles. Cristina se encontraba realizando un trabajo en alta montaña en el momento de la llamada. Posteriormente, Cristina Rauter manifestó que allí arriba tenía poca cobertura y eso la mantuvo muy intranquila y nerviosa. Freixanet le pidió entonces permiso para enviarle algunas fotografías de la que sospechaban que podía ser su hermana desaparecida 32 años atrás, y ella accedió.
Tras examinar a fondo las fotografías no tuvo duda de que se trataba de Evi. Cristina manifestó haberse quedado en shock al verlas. Afirmó “no hay ninguna duda de que es ella; hay fotos tomadas muy de cerca” y “en alguna fotografía me pareció verme a mí misma”. Más tarde declaró “necesité varios días para entender lo que estaba pasando”.

## Ruta rememorativa
Cristina comunicó al programa catalán su decisión de visitar el lugar. El equipo del programa la recogió en el Aeropuerto de Barcelona el 11 de mayo de 2022. Fueron a la provincia de Gerona, en donde prestó declaración ante la Guardia Civil y en donde pudo hablar con algunos testigos ya jubilados, como el forense Rogelio Lacaci o el inspector de policía Enrique Gómez Varela. Estuvieron en el cementerio de Figueras, donde supuestamente reposan los restos de Evi, y posteriormente fueron hasta Port-Bou. Anduvieron por la bahía de Port-Bou y visitaron su fronteriza estación de ferrocarriles. También visitaron la colina donde encontraron a Evi ahorcada, y allí le mostraron a Cristina la rama en la cual descubrieron el cuerpo de su hermana. En el programa se pudo ver cómo lo apodó “el pino odioso”. Los padres de Evi nunca quisieron viajar a Port-Bou.
El 6 de septiembre de 1990 (no les permitieron hacerlo antes de 48 horas) la familia Rauter denunció en la comisaría policial italiana de los Carabinieri la desaparición de Evi. En el detalle de la vestimenta informaron que llevaba puesto un peto tejano, una camiseta azul turquesa, unos zapatos negros y un reloj de la marca Casio.El 12 de septiembre de 1990, la Guardia Civil española notificó a la Interpol el hallazgo de una chica ahorcada en Port-bou, con una descripción de la vestimenta calcada. Pero los mecanismos de coordinación policial internacional fallaron y ambos casos nunca fueron relacionados.

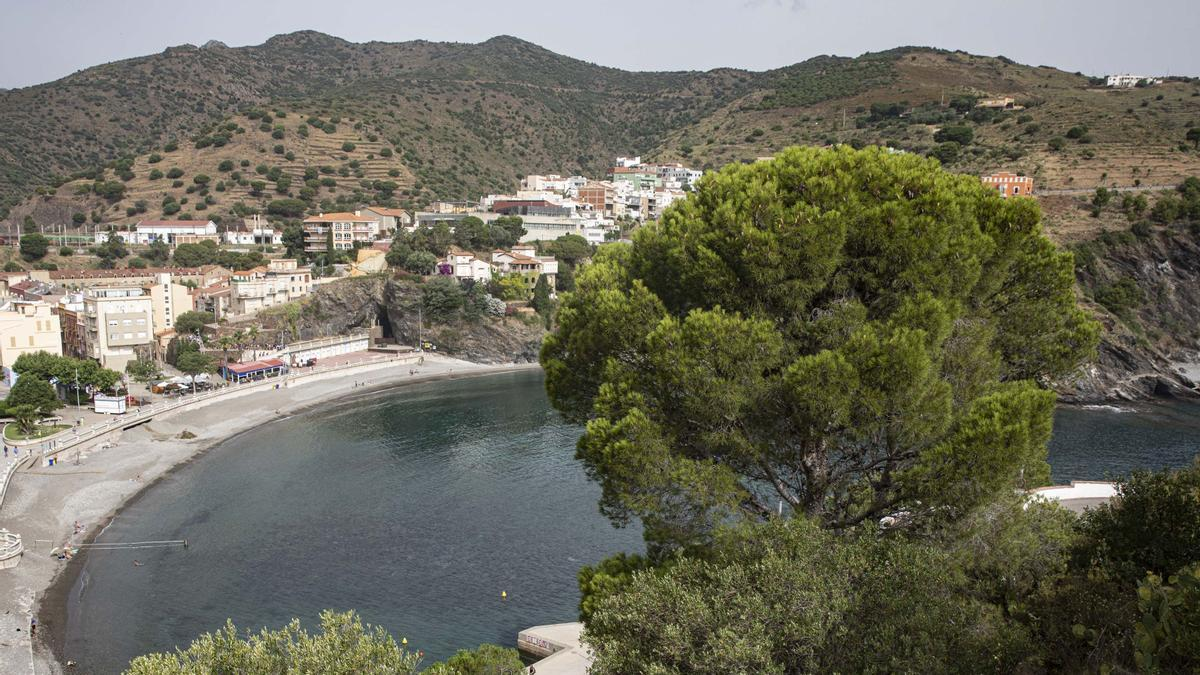
Pino donde se halló el cuerpo

## Teorías
El forense Lacaci, quien en su día sostuvo la versión del suicidio de conformidad con la Guardia Civil, declaró en Crims que nunca antes había visto esas fotografías de la chica colgada. Protestó que las instantáneas que el equipo del programa estaba mostrando nunca antes llegaron a sus manos, lo cual hubiera ayudado a hacer un examen forense más acorde al escenario. Señaló que aquellas fotos fueron enviadas al juez directamente sin haber pasado nunca por él y que, ahora, tras verlas, aboga por la tesis del asesinato.
“No procedió hacerle la autopsia porque se la consideró una ahorcada más y sobre todo porque no se la pudo identificar. Por eso no se le realizó”. Afirmó Lacaci. “Pero de haber visto esas fotos antes, y si hubiera sabido la repercusión que iba a tener el caso, ahora sí se la hubiera hecho”.

### Teoría del suicidio
Con el objeto de suicidarse, Evi tuvo que recorrer casi 1 000 kilómetros para ir a un lugar en el que nunca antes había estado. No hay datos del motivo por el cual se dirige hacia la playa para ahorcarse en vez de adentrarse en la montaña. Teniendo en cuenta que el tren llegaba a Port-Bou a las 5:45 a. m., que el cuerpo fue descubierto a las 7:30 a. m., y que ella nunca antes había estado en España, tuvo que tener tiempo de atravesar el pueblo para alcanzar la playa, hacerse con la cuerda de la embarcación en la oscuridad, divisar el montículo de pinos a lo lejos, llegar hasta él, hallar un pino apropiado y atar la soga para, a continuación, ahorcarse. No se sabe cómo o con qué objeto pudo trepar el pino, o porque no tenía rascaduras ni pinchos de los cactus clavados en los pies considerando que los zapatos estaban colocados a cierta distancia de ella. Tampoco se conoce el paradero de su documento de identidad, las 60 000 liras y el bono de estudiante del tren.
En conversación del forense Lacaci en Figueras con Cristina Rauter, y dado que Evi presentaba ausencia de marcas o arañazos, este le expresó que "para ahorcarse ella sola a esa altura hubiera tenido que levitar".
En esa época la Guardia Civil archivó la causa como un suicidio,pues el cuerpo no presentaba ningún indicio de agresión externa ni de autodefensa y tenía la ropa bien abotonada. Insistieron ampliamente en que no había manchas de ningún tipo en su ropa. "Cuando alguien quiere hacer algo como ahorcarse, simplemente encuentra la forma de hacerlo", recalcó en Crims el ex policía Enrique Gómez Varela, que se personó en aquella escena en 1990.
Preguntada Cristina Rauter acerca de la posibilidad de un suicidio, esta declaró a Crims que “por supuesto, en la lista que hicimos figuraba también el suicidio como posible causa. Pero en un porcentaje muy mínimo. Ella estaba tranquila. Evi era muy buena persona, le gustaba ayudar a los demás. Ella no estaba depresiva, no tenía novio ni tampoco estaba pasando por ningún desengaño amoroso”. Ante la misma pregunta a su padre acerca del suicidio, Hermann Rauter fue rotundo en responder que eso era imposible, que no le pasaba nada. Que ellos hablaban a menudo y si le hubiera ocurrido algo se lo habría notado, pues cuando tenía que decirle algo siempre se lo decía. Y concluyó "ella nunca habló de ir a España".

### Teoría del asesinato
Diversos elementos aluden a un asesinato planificado caracterizado de suicidio y dejando aposta una escena con un montón de interrogantes abiertos. Evi pudo ser la víctima, escogida al azar, de unos perpetradores dispuestos a cruzar con ella 2 fronteras para cometer su ritual, y a continuación volver a cruzar las 2 fronteras en cuestión de horas tratando de dejar el mínimo rastro posible. Ella pudo topar con las personas equivocadas en el momento equivocado y en el lugar equivocado para que todo ocurriera con tanta rapidez (menos de 23 horas) y a tan grande distancia (970 kilómetros).
Eventualmente pudo conocer a una chica de un grupo, cuya misión sería la de seducirla para hacer un viaje relámpago a España con ellos, argumentándole incluso que les había sobrado un boleto de tren para embaucarla con mayor habilidad. Esto aludiría a una acción planificada. El viaje, no obstante, también pudo haberse materializado por carretera, permitiendo al grupo incluso un mayor control de la situación. Evi pudo viajar voluntariamente y engañada. El forense Lacaci confirmó que el fallecimiento se produjo por sección medular causada por una rotura vertebral consecuencia del ahorcamiento, para lo cual Evi habría llegado hasta el pino con vida. Pudo ser sometida a algún juego, pudo ser drogada o, una vez allí, pudo ser inmovilizada de forma coordinada y alzada hasta la soga.
Lacaci declaró en Crims "creo que la colgaron privada de razón y de sentido. Y un mínimo de 2 personas". Para esta teoría o cualquiera similar y por la rapidez con que se ejecutó todo, por lo menos uno de los perpetradores conocería bien la zona, pues si bien el ahorcamiento se produjo de noche, el recorrido desde el pueblo hasta el montículo resulta confuso. También las escaleras de acceso al mismo son prácticamente imperceptibles de noche. Por otra parte, una vez alcanzado el pinar, llegar hasta el pino en cuestión entraña cierta dificultad inclusive a la luz del día.
Aplica el testimonio de una lugareña que escuchó un fuerte altercado en el lugar (ver abajo Testimonio de Carmina C). 
Los expertos concluyeron que el nudo marinero de la soga estaba hecho de forma profesional.

## Testimonio de Carmina C
Carmina C, vecina de los primeros apartamentos contiguos al montículo, siempre sostuvo que esa madrugada escuchó tal alboroto que incluso la despertaron mientras dormía. Pero ni Carmina fue interrogada ni tampoco ella fue más allá de un inocente intento de comunicarlo a los agentes el cual quedó sin consumar. De forma que en ese momento sólo llegó a comentarlo con algunos familiares y vecinos.
Sus declaraciones televisadas a Crims (año 2022) fueron: "Yo los tenía aquí encima y estaba bien dormida. De repente escuché a un grupo de jóvenes que gritaban y se peleaban, y a una chica que chillaba y lloraba. Me despertaron ellos de los gritos que daban. Entonces me dije a mí misma Carmina no salgas a la calle porque quizá recibirás un tiro o te harán daño a ti, y no me moví de casa. Luego al día siguiente, cuando vi a esa chica... me impresioné mucho". La hija de Carmina corroboró la versión a los periodistas.
El libro de Carles Porta recoge que Carmina además añadió: "Cuando terminaron los gritos y la pelea, me volví a dormir. Pero al día siguiente, cuando abrí los flecos del balcón y vi a la chica colgada, pensé que estaba relacionado".

## Grupo austríaco
Marta Freixanet, del equipo de Crims, buscó activamente información sobre los 6 jóvenes austríacos que pasaron esa noche acampados a 37 metros del pino. Eran 5 chicos y 1 chica, todos ellos residentes en Viena. El diario Ara.Cat señaló que Matthias, Peter, Michael, Stefan, Manfred y Barbara, entonces con edades comprendidas entre los 18 y los 24 años, fueron brevemente interrogados en alemán el mismo día del suceso por el inspector Enrique Gómez Varela, y declararon no haber visto ni escuchado nada. Ya en el año 2021, Marta Freixanet logra contactar con Peter, quien se mostró muy esquivo en reiteradas ocasiones, y sólo dijo que esa noche llegaron en una furgoneta Volkswagen Bus y que no recordaba de qué dirección venían porque habían estado otras veces en Port-bou ese verano.
Una vez identificada la chica de Portbou (2022), Freixanet volvió a contactarle para preguntarle por la ruta que hicieron, y nuevamente contestó que no recordaba de dónde venían. Pero en última instancia afirmó que venían de Viena. Visiblemente incómodo, se negó a facilitar el contacto de ningún otro miembro del grupo tras mostrarle la periodista catalana su interés en preguntarles. Más tarde le contactaría Ben Morak, el editor austríaco del programa Ungelöst, que fue clave en la identificación. Pero Peter se mostró muy seco y agitado en todo momento, sin dar más respuestas y con gran ansia por finalizar la llamada cuanto antes. Aunque lo intentó, al final Morak terminó reconociendo que la conversación no fue agradable para ninguno de los dos.
El compendio de los hechos indica que el grupo de austríacos formado por 5 chicos y 1 chica que allí fue descubierto era conocedor de la zona, que tenían una edad similar a la de Evi, que hablaban la misma lengua que Evi hablaba, que vinieron desde la misma dirección que Evi, que llegaron la misma noche, a la misma población, y a la misma calle sin salida en donde fue hallado el cadáver de Evi. La víctima residía en Lana, muy cerca de la frontera austríaca. La cronología de los hechos constata que el grupo austríaco llegó sobre las 3, que los vecinos escucharon ruidos entre las 4 y las 5 (ver abajo Coordinación calamitosa) y que el cadáver fue descubierto a las 7:30.
Informada Cristina Rauter de la existencia del grupo austríaco, dijo "no creo que quien haga algo así se ponga luego a dormir a 40 metros". Sin embargo, en 1990 Port-bou todavía se regía por la aduana franco-española haciendo que, a pesar de su pequeño tamaño, la población estuviera custodiada por 200 efectivos de la Guardia Civil, ocasionando que cualquier desplazamiento de personas o vehículos de madrugada pudiera ser interceptado con facilidad.

## Reveses

### Atasco en Italia
Tras la dilatada investigación llevada a cabo por Punsí y Freixanet, ambas periodistas afirmaron que Italia no introdujo el informe de desaparición en la base de datos de Interpol porque nunca consideraron que Evi hubiera podido marcharse del país. Esto impidió que durante más de 30 años el caso pudiera proliferar.
Este hecho quedaría evidenciado desde el momento en que la periodista Tura Soler confirmó que ella misma había dedicado mucho tiempo a repasar carteles de personas desaparecidas de asociaciones de muchos países (Italia incluida) buscando a la chica de Portbou, con nulo éxito. 
Soler también envió la fotografía de la chica a distintas policías europeas sin obtener ningún resultado, ni por los rasgos ni por la característica ropa que llevaba puesta. Evi nunca figuró en la base de datos como persona desaparecida en Italia.
Esto eliminó toda posibilidad de notificar a la familia la defunción y paradero de Evi, de solicitar a la fiscalía española una autopsia del cuerpo, de hablar con los vecinos, de verificar los accesos a la población aquel día, de revisar grabaciones, de repatriar el cuerpo, y un largo etcétera de acciones.
Tras la identificación en 2022, Cristina Rauter regresó a la Questura di Firenze para notificar que su hermana había sido encontrada en España. Llevaba consigo una copia de aquella denuncia original presentada por ella misma en esa misma comisaría el 6 de septiembre de 1990, aunque la respuesta de los gendarmes fue que ya no conservaban ese expediente.

### Coordinación calamitosa
Carles Porta declaró: "Falló la coordinación policial. En Italia se denunció, en Cataluña se registró y nada funcionó durante 32 años. Es un caso evidente de mala praxis de estas instituciones". Pese a que ambas denuncias coincidieron en el tiempo, las bases de datos de la Interpol de ambos países jamás se conectaron.
Las periodistas Anna Punsí y Marta Freixanet declararon a Vilaweb: "La investigación de la chica de Portbou posee un cúmulo muy bestia de errores, y también de cosas que no son errores, sino propias de la época, como por ejemplo la precariedad en cámaras de videovigilancia, no había móviles… No le quita responsabilidad, pero entonces el forense se tenía que pagar él los viajes, motivo por el cual no viajó hasta Port-bou. Y la Guardia Civil, como el forense, tenía mucho trabajo y ese mismo día le aguardaba otro servicio en la localidad vecina de Olot".
Según declararon, la policía judicial española dio por sentado que era un suicidio y no se trató el caso como posible asesinato, a pesar de que la primera noticia publicada sobre el suceso (Diari de Girona, Ramón Iglesias, 5 de septiembre de 1990) recoge que algunos vecinos del edificio limítrofe al lugar del suceso habían manifestado a los efectivos de la Guardia Civil que entre las cuatro y las cinco de la madrugada habían escuchado fuertes ruidos en esta montaña, si bien no se habían alertado al ser un lugar habitualmente frecuentado por campistas.
No se le hicieron pruebas toxicológicas al cuerpo, con lo cual no se pudo determinar si había algún fármaco en su organismo. 
Y en febrero del año 2001, la sacaron del nicho de beneficencia sin autorización del juez y la vertieron a la fosa común. Evi había sido embalsamada por si un día la familia llegaba, y estaba considerada un cadáver judicial. Ese mismo año, la Guardia Civil obtuvo permiso para exhumar el cuerpo y tomarle muestras de ADN, pero dentro de la fosa común ya no hubo manera de localizarla.
La Guardia Civil no interrogó a ninguno de los vecinos del edificio que linda con el montículo. 

## Tipo de ahorcadura
La ahorcadura es del tipo ahorcadura completa simétrica anterior, y pertenece a la familia de las ahorcaduras atípicas. Este método, no obstante, es poco frecuente y considerado raro, dejando la cabeza fuertemente arrojada hacia atrás.
Ahorcadura completa porque todo el peso se soportaba únicamente por el cuello y tenía las piernas suspendidas en el aire en su totalidad. Anterior porque el nudo estaba ubicado en la parte delantera del cuello. Atípica es siempre que el nudo no está rondando el centro de la nuca.
Al contrario de lo que encontramos en la ahorcadura asimétrica anterior, en donde la cabeza queda torcida porque el nudo se desplaza a un lado del cuello dejando la cabeza inclinada hacia el lado contrario, la ahorcadura de Evi era simétrica porque el nudo se encontraba justo debajo del mentón. Para que esto se dé es necesario que cuando la cuerda se tensa, nariz y rama estén compartiendo el mismo eje de simetría.

## Contexto de la figura
Tras la emisión de los 2 episodios de Crims y la visita de Cristina Rauter a Cataluña, esta declaró "Cuanto más miro la imagen de Evi en el árbol, más tengo la impresión de que parece una exposición, como para mostrar al mundo un cuerpo angelical. Parece una instalación artística. La cara angelical, el cementerio de fondo, las letras góticas en la pequeña pared, la hermosa vista panorámica desde su "posición", así como el extraño pequeño pueblo de Port-bou... Todo ello viene a provocar una sensación muy misteriosa y macabra". Añadió "me pregunto si alrededor de Port-bou en los años noventa había algún culto extraño, secta o similar".
El periodista Ramón Iglesias publicó en el diario Ara.Cat "El primer martes de ese septiembre se perturbó el skyline de Port-bou. El cuerpo de la muchacha se columpiaba, colgada del cuello, del pino más alto del montículo del cementerio, con la capilla decimonónica del Santo Cristo como fondo. Era visible desde abajo en el pueblo y todo el que lo vio quedó estremecido por aquella imagen que transmitía sensaciones macabras, como si fuera una obra de Caravaggio". En la misma publicación, Iglesias agregó "Colgada de un pino, y a pocos metros de donde se encuentra el memorial a Walter Benjamin. El filósofo alemán que se quitó la vida ahorcándose en Port-bou, y también un septiembre, pero de 1940".

## Port-bou en los 90
En los años 90, Port-bou era uno de los nudos ferroviarios más importantes dentro del territorio español. Su estación de tren era clave para las comunicaciones entre España y el resto de Europa, y el recinto contaba con unas dependencias de aduanas que fueron cerradas tras la apertura de fronteras en Europa. El tiempo de espera que se producía a causa del cambio de ancho de vía entre los dos países permitía a muchos pasajeros pasear por esta localidad. Para el resto de vehículos terrestres la antigua aduana franco-española, hoy en desuso por el Tratado de libre circulación de personas y mercancías de la Unión Europea de 1993, estaba situada en el Coll de Belitres, entre las localidades de Port-bou y Cerbère (Cervera).
Pero Port-bou también era sumamente concurrido por representar la entrada norte a la Costa Brava. Cómo llegó Evi a Port-bou sigue siendo un misterio. En aquella época, el expreso Roma Termini - Portbou llegaba a las 5:45 de la madrugada. Ese mismo verano de 1990, al mítico y desaparecido exprés le añadieron una ramificación proveniente de Florencia, lo cual permitía ir directamente desde la ciudad toscana hasta la frontera ampurdanesa. Eran constantes las denuncias de jóvenes que llegaban a Port-bou reportando que habían sido drogados o robados por ladrones que subían a estos trenes internacionales en la zona de Marsella. Sin embargo a Port-bou también llegaba mucha gente en coche y grupos en furgoneta. La Costa Brava era aún popular entre los jóvenes italianos que, durante años (desde el Mundial de fútbol de 1982) acudían en grupo y de forma masiva.